# Santa Maria Maggiore (Ispica)
Die Basilica di Santa Maria Maggiore ist eine Kirche des Spätbarock in Ispica auf Sizilien

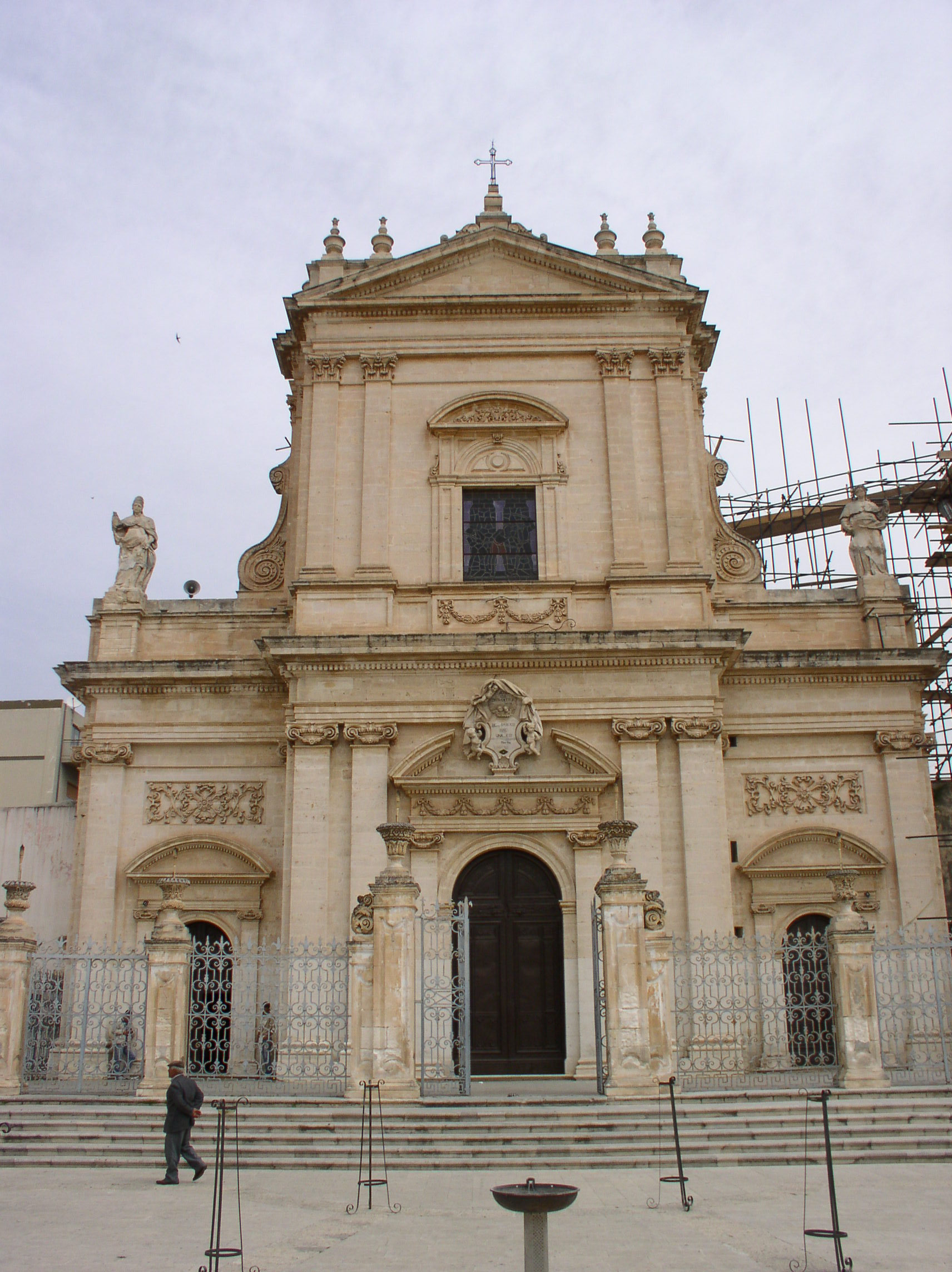
Santa Maria Maggiore (Ispica)

## Baugeschichte
Die Vorgängerkirche Santa Maria della Cava wurde vom schweren Erdbeben von 1693 zerstört. Unmittelbar darauf wurde eine Kapelle aus den Steinen der Kirchenruine errichtet,  um der hoch verehrten, wie durch ein Wunder vom Erdbeben verschonten Skulpturengruppe „Christus an der Martersäule“ wieder eine würdige Unterkunft zu schaffen.
Schon 1696 war der Bau abgeschlossen, der Altar für die heilige Martersäule war vollendet, wie auch der Hauptaltar, der der Santa Maria Maggiore und den Heiligen Anna und Konrad geweiht war. Auf Anordnung des Bischofs wurde die Kirche in der ersten Hälfte des 18. Jahrhunderts unter dem Architekten Rosario Gagliardi zu einer dreischiffigen Basilika erweitert, die Weihe fand am 11. März 1725 statt.
Ein weiteres Erdbeben im Jahr 1727 brachte das Kirchengewölbe und die Kuppel zum Einsturz, deren Instandsetzung weitere dreißig Jahre dauerte. Der Architekt und Gagliardi-Schüler  Vincenzo Sinatra war verantwortlich für die Gestaltung der Außenanlage. Er vollendete 1749 eine für das gesamte Val di Noto einzigartige Platzanlage mit Kolonnaden, die Gian Lorenzo Berninis Kolonnaden des Petersplatzes in Rom zitieren. Zwischen 1750 und 1761 sorgte Giuseppe Gianforma für die Stuckdekoration.
Am 19. Juni 1763 wurde die Kirche geweiht.
Der Marchese Saverio Statella beauftragte Olivio Sozzi, das Innere der Kirche mit Szenen des Alten und Neuen Testaments auszumalen.
Mit Hilfe von seinem Sohn Francesco und dem Schwiegersohn Vito D’Anna schuf Sozzi in der Kirche eine der wichtigsten Barockmalereien auf Sizilien. Am 31. Oktober 1765 kam Olivio Sozzi in der Kirche bei einem Sturz von Gerüst ums Leben, die Arbeiten wurden von seinem Sohn und Vito d´Anna beendet. Vito d´Anna schuf auch  das Hauptaltargemälde „Maria Kind und Heilige“ (1768).
Am 24. Februar 1908 wurde die Kirche wegen ihrer Architektur und der Kunstschätze zum Nationaldenkmal erhoben und insgesamt die nach dem Erdbeben wiederaufgebauten  Städte des Val di Noto 2002 in die UNESCO-Liste als Weltkulturerbe aufgenommen.

## Baubeschreibung
Im Zentrum der Loggiato genannten, halbkreisförmigen Kolonnadenanlage befindet sich eine offene Loggia, die sich über drei Bögen zum Platz hin öffnet. Flankiert wird die Loggia durch je neun offene Rundbögen, deren oberer Teil durch einen Sturz abgeteilt wird. Die Pilaster zwischen den Bögen enden in einem Gesims. Darüber befinden sich kleine Ziergiebelchen mit einer steinernen Kugel.
Zum erhöhten Eingangsbereich führt eine über die gesamte Fassadenbreite angelegte Treppe, die an einem schmiedeeisernen Zaun zwischen Ziervasen gekrönten Pfeilern endet.
Die durch ein Mittelrisalit und Pilaster gegliederte, zweigeschossige Fassade aus dem 19. Jahrhundert besteht aus einem Haupt- und zwei Seitenportalen. Über dem Hauptportal befindet sich ein girlandengeschmücktes Gesims, dass von einem gesprengten Segmentgiebel  mit einem Medaillon abgeschlossen wird. Die Seiten des Obergeschosses werden durch Skulpturen bekrönt.